# Higroma cístico
O higroma cístico é uma forma de malformação linfática. É um crescimento anormal que geralmente aparece no pescoço ou na cabeça de um bebê. Ele consiste em um ou mais cistos e tende a aumentar com o tempo. O distúrbio geralmente se desenvolve enquanto o feto ainda está no útero, mas também pode aparecer após o nascimento.
Também conhecido como linfangioma cístico e malformação linfática macrocística, o crescimento é geralmente uma lesão linfática congênita de muitas cavidades pequenas (multiloculada) que pode surgir em qualquer lugar, mas é classicamente encontrado no triângulo posterior esquerdo do pescoço e nas axilas. A malformação contém grandes cavidades semelhantes a cistos que contêm linfa, um fluido aquoso que circula por todo o sistema linfático. Microscopicamente, o higroma cístico consiste em vários lóculos cheios de linfa. Os lóculos profundos são bem grandes, mas diminuem de tamanho em direção à superfície.
Os higromas císticos são benignos, mas podem ser desfigurantes. É uma condição que geralmente afeta crianças; muito raramente pode estar presente na idade adulta.
Atualmente, a área médica prefere usar o termo malformação linfática, porque o termo higroma cístico significa tumor de água. O termo malformação linfática é mais comumente usado agora porque é uma coleção de crescimento anormal semelhante a uma esponja que contém fluido linfático claro. O fluido se acumula dentro dos cistos ou canais, geralmente no tecido mole. Os higromas císticos ocorrem quando os vasos linfáticos que compõem o sistema linfático não são formados adequadamente. Os dois tipos de malformações linfáticas são as malformações linfáticas macrocísticas (cistos grandes) e microcísticas (cistos pequenos). Uma pessoa pode ter apenas um tipo de malformação ou pode ter uma mistura de macro e microcistos.
O higroma cístico pode estar associado a um linfangioma nucal ou a uma hidropsia fetal. Além disso, pode estar associado à síndrome de Down, à síndrome de Turner ou à síndrome de Noonan. Se for diagnosticada no terceiro trimestre, as chances de associação com a síndrome de Down aumentam, mas se for diagnosticada no segundo trimestre, está associada à síndrome de Turner.
Existe uma versão letal dessa condição, conhecida como síndrome de Cowchock-Wapner-Kurtz, que, além do higroma cístico, inclui fenda palatina e linfedema, uma condição de edema localizado e inchaço do tecido causado por um sistema linfático comprometido.

## Sinais e sintomas

Os higromas císticos são encontrados classicamente no triângulo posterior do pescoço

Os higromas císticos são cada vez mais diagnosticados por ultrassonografia pré-natal. Um sinal comum é o crescimento do pescoço. Ele pode ser encontrado no nascimento ou descoberto mais tarde em um bebê após uma infecção do trato respiratório superior. Os higromas císticos podem crescer muito e afetar a respiração e a deglutição. Alguns sintomas podem incluir uma massa ou um caroço na boca, no pescoço, na bochecha ou na língua. A sensação é de um saco grande e cheio de líquido. Além disso, os higromas císticos podem ser encontrados em outras partes do corpo, como braços, tórax, pernas, virilha e nádegas. Os higromas císticos também são frequentemente observados na síndrome de Turner, embora um paciente que não tenha a síndrome possa apresentar essa condição.

## Diagnóstico
As malformações linfáticas podem ser detectadas no feto humano por ultrassom se forem de tamanho suficiente. A detecção de uma malformação cística pode levar a uma investigação adicional, como a amniocentese, para avaliar anormalidades genéticas no feto. As malformações linfáticas podem ser descobertas no período pós-natal ou em crianças mais velhas/adultos e, mais comumente, apresentam-se como uma massa ou como um achado incidental durante exames de imagiologia médica.
A verificação do diagnóstico pode exigir mais exames, já que podem surgir várias massas císticas em crianças. Os exames de imagem, como ultrassom ou ressonância magnética, podem fornecer mais informações sobre o tamanho e a extensão da lesão.

## Tratamento

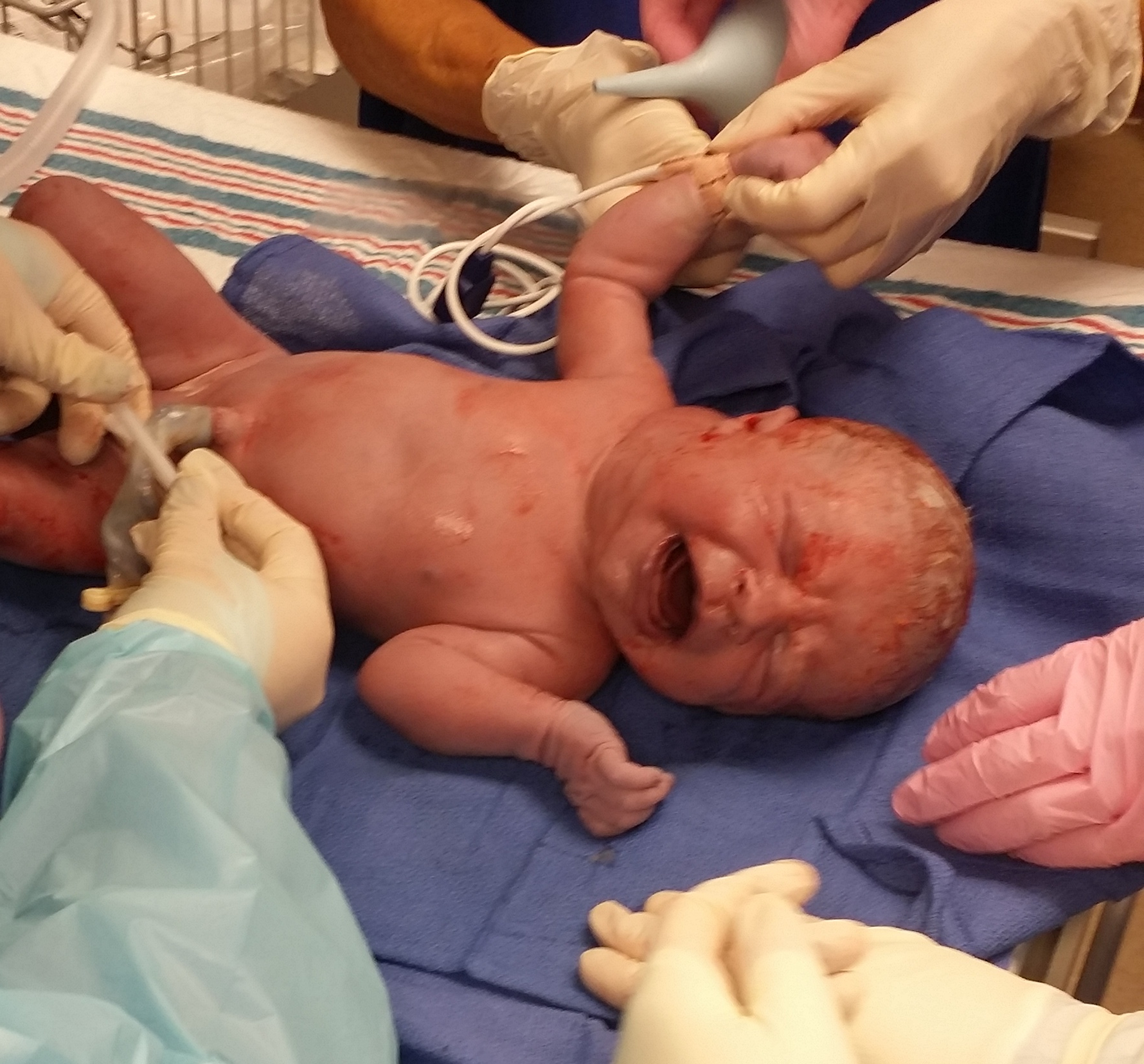
Recém-nascido com higroma cístico visível no lado direito do pescoço

O parto de um bebê com diagnóstico pré-natal de higroma cístico deve ser realizado em um grande centro médico equipado para lidar com complicações neonatais, como uma unidade de terapia intensiva neonatal. O obstetra geralmente decide o método de parto. Se o higroma cístico for grande, pode ser realizada uma cesariana. Após o nascimento, os bebês com higroma cístico persistente devem ser monitorados quanto à obstrução das vias aéreas. Uma agulha fina pode ser usada para reduzir o volume do higroma cístico para evitar deformidades faciais e obstrução das vias aéreas. Recomenda-se a observação atenta do bebê por um neonatologista após o nascimento. Se a resolução do higroma cístico não ocorrer antes do nascimento, um cirurgião pediátrico deve ser consultado.
Os higromas císticos que se desenvolvem no terceiro trimestre, após 30 semanas de gestação ou no período pós-natal geralmente não estão associados a anomalias cromossômicas. Existe uma chance de recorrência após a remoção cirúrgica do higroma cístico. Essa chance depende da extensão do higroma cístico e se sua parede foi completamente removida.
Os tratamentos para a remoção do higroma cístico são a cirurgia ou agentes esclerosantes, que incluem:
- Bleomicina

- Doxiciclina

- Etanol (puro)

- Picibanil (OK-432)

- Tetradecil sulfato de sódio [en]

## Progressão com cirurgias

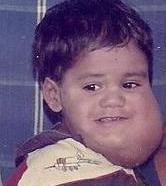
Paciente com higroma cístico.
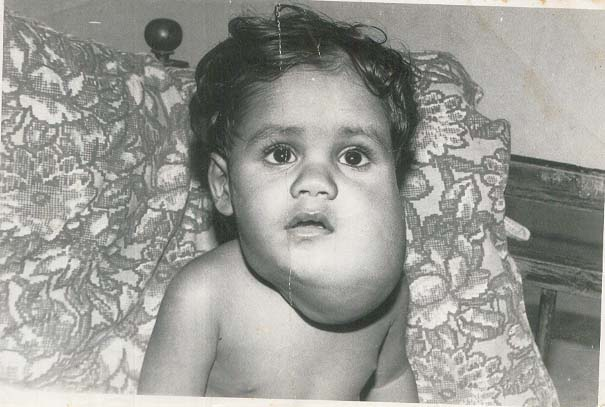
O mesmo paciente após a primeira cirurgia.
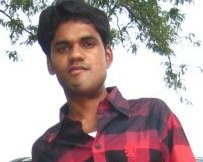
O mesmo paciente após quatro cirurgias.
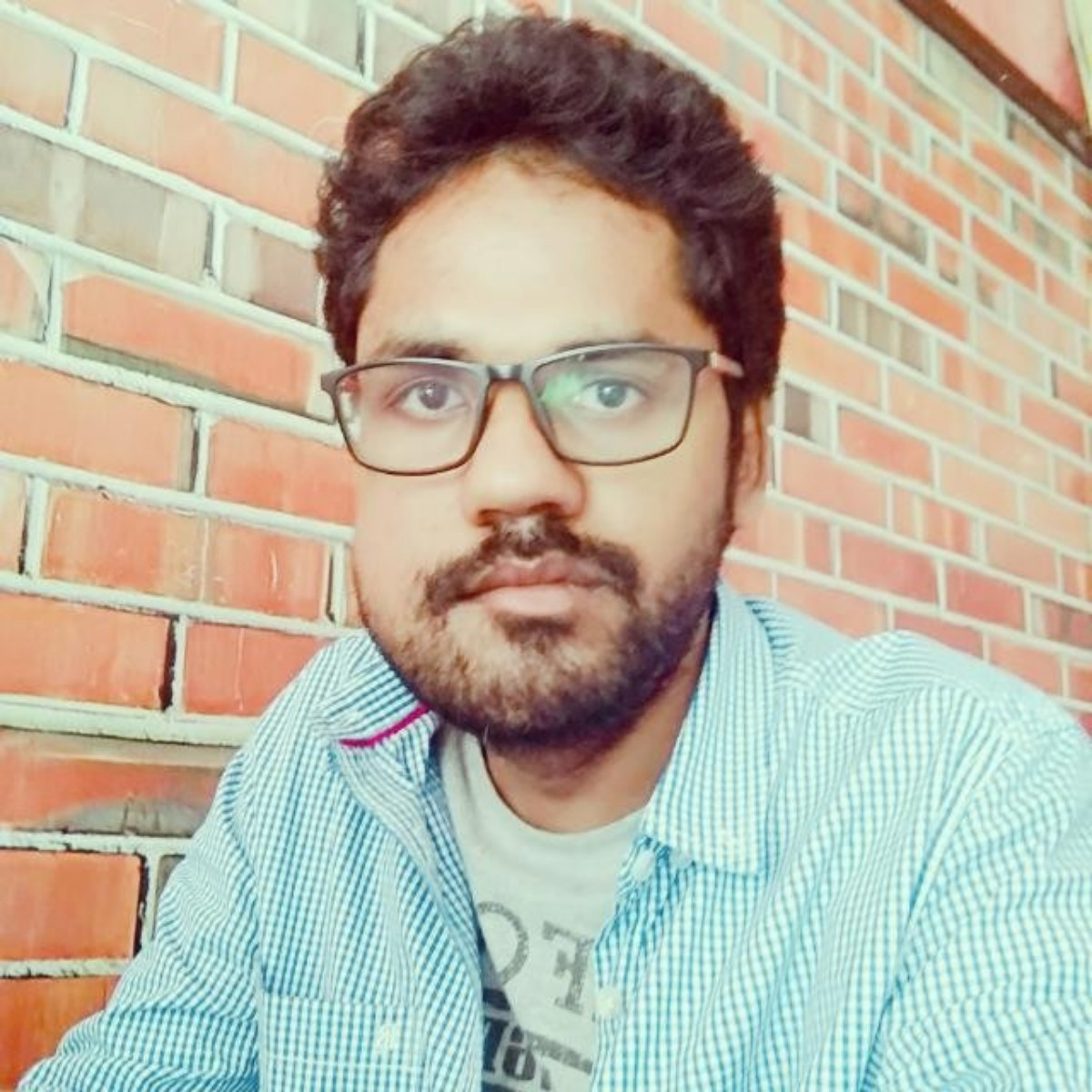
O mesmo paciente após sete cirurgias.